# 大長村 (静岡県)
大長村（おおながむら）は静岡県の中部、志太郡に属していた村である。現在の島田市中心部に北接する大井川左岸の地域にあたる。

## 地理
- 山：矢倉山、千葉山、高山
- 河川：大井川、伊太谷川、相賀谷川

## 歴史
- 1889年（明治22年）4月1日 - 町村制の施行により、相賀村、神座村、鵜網村、伊太村が合併して大長村が発足。
- 1955年（昭和30年）1月1日 - 島田市に編入。同日大長村廃止。